# 한국의 도검
한국의 도검, 간단히 한국도(韓國刀)는 한국에서 사용되는 검으로 수천 년 동안 국가 방어의 중심 역할을 해왔다. 한국의 전형적인 지상전은 창과 활을 주로 사용하는 넓은 계곡과 좁은 산길에서 벌어졌지만, 검은 이차적인 근접 무기로 사용되었으며 특히 포위 공격과 함대 간 전투에서 유용했다. 
그 외의 더 높은 품질의 '의식용 칼'은 일반적으로 군대를 지휘하는 장교 및 고위직들에게 권위의 상징으로서 부여되었고 오늘날까지도 민간 당국에 의해 군 관리들에게 부여되고 있다.
한국의 검은 일반적으로 '검'과 '도'의 두 가지 범주로 나뉜다. 예외가 존재하지만 일반전으로 검은 양날 무기이고 도는 외날 무기로 분류된다.
한국 도검의 역사는 기원전 10-9세기까지 거슬러 올라가는 청동기 시대의 청동 단검에서 시작된다. 후기 청동기 시대에는 철과 청동 모두 사용되었다. 일본 열도에서는 야요이 시대에 청동기시대와 철기시대가 동시에 시작되었으므로 한국 문화권에서의 철기 사용은 같은 시기에 시작된 것으로 축측할 수 있다.
한국 전통 검의 희귀성으로 인해 매우 가치가 높으며 박물관과 수집가들에게 수요가 많다.

## 같이 보기
- 한국의 검술
- 검도
- 환두대도
- 한국의 창
- 일본도